# The Washington Times
The Washington Times es un periódico diario de gran formato publicado en Washington D. C., la capital de los Estados Unidos. Fue fundado en 1982 por el fundador de la Iglesia de la Unificación, Sun Myung Moon, y ha sido subvencionado por la comunidad de la misma. El Washington Times es conocido por su postura conservadora en temas sociales y políticos.

## Fundación y línea editorial
The Washington Times fue fundado en 1982 por el millonario surcoreano Sun Myung Moon, líder de la Iglesia de la Unificación, también conocida como "Secta Moon", ya que es considerada una secta por la mayoría de los medios. Moon ha llegado a decir de sí mismo que es el Mesías y la Segunda venida de Cristo, además del encargado del cumplimiento de la misión inconclusa de Jesús.
En el momento de la fundación del Times, en la ciudad de Washington solo había un periódico importante, el The Washington Post. Massimo Introvigne, en su libro de 2000 The Unification Church Studies in Contemporary Religion, afirmó que el Post había sido "el periódico más anti-unificacionista de los Estados Unidos." El ex redactor de discursos para el presidente George W. Bush y periodista neoconservador David Frum, en su libro de 2000 How We Got Here: The '70s, escribió que Moon había concedido total independencia editorial al Times.
En un ensayo de 2008 publicado en Harper's Magazine, el historiador Thomas Frank vinculó al Times al moderno movimiento conservador americano, diciendo: 

"Existe incluso un periódico diario, The Washington Times, publicado estrictamente para el beneficio del movimiento; una hoja de propaganda cuyas distorsiones son tan obvias y tan extrañas que le ponen a uno en la mente los órganos del partido oficial que uno encuentra cuando viaja a países con regímenes autoritarios".

## Historia

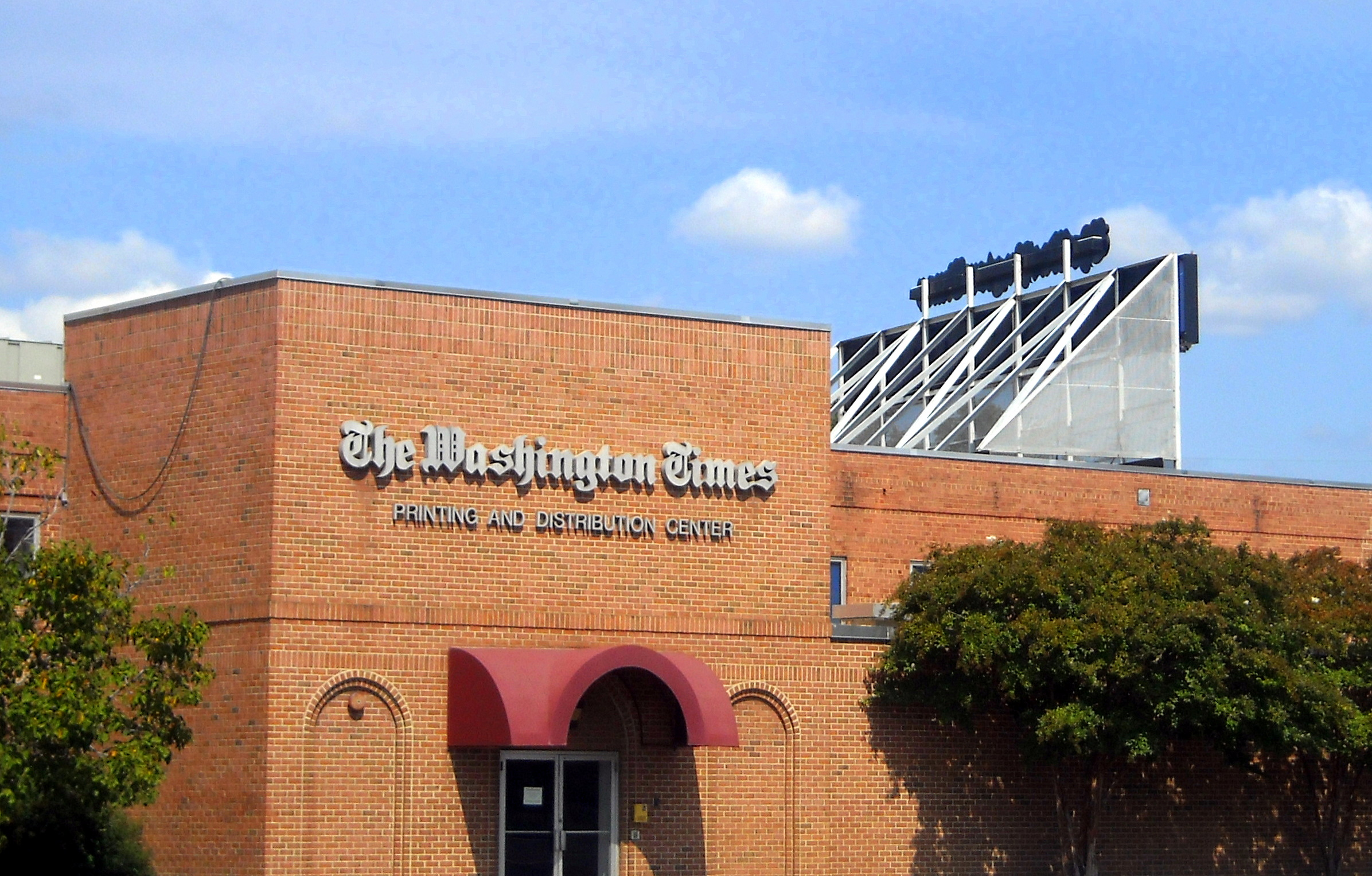
Centro de impresión y distribución, en Washington D. C.

El Times fue fundado el año siguiente de la desaparición del Washington Star, el anterior "segundo diario" del D. C., retirado después de operar durante más de 100 años. Un gran porcentaje del personal inicial del Times procedía del Star. En sus inicios, era inusual entre los periódicos serios de Estados Unidos la publicación de una página completa a color en la portada, y el Times fue innovador en este aspecto, adoptado después por los principales diarios norteamericanos.
En 1994, el Times presentó una edición nacional de fin de semana, especialmente dirigida a los lectores conservadores de todo el país.
A partir de 2008, el diario comenzó a realizar algunos cambios en la terminología utilizada, mostrándose menos radical hacia determinados grupos y asuntos sociales, eliminando términos frecuentes como "extranjeros ilegales", "homosexuales" o "«matrimonio» gay" por otros como "inmigrantes ilegales", "gays" o "matrimonio gay".
En 2009, el New York Times criticó en un editorial la comparación de las reformas sanitarias propuestas por el nuevo gabinete de Barack Obama en los Estados Unidos con las políticas de la Alemania nazi.
En enero de 2010, en el marco de la crisis económica de 2008-2009 que afectó seriamente a los medios de comunicación, el Times despidió a 370 empleados, lo que significaba el 40 % de su plantilla, además de reducir su tirada solo de lunes a viernes, en la mayor crisis sufrida por el diario en toda su historia.